# ابراهیم عنبری
ابواسحاق، ابراهیم بن اسماعیل عنبری طوسی (؟ -۹۰۳م) محدث و حافظ خراسانی در سدهٔ سوم هجری بود. او را بزرگ محدثان خراسان در عصر خود دانسته‌اند. مسند از آثار اوست.